# Ophiomyia aeneonitens
Ophiomyia aeneonitens este o specie de muște din genul Ophiomyia, familia Agromyzidae. A fost descrisă pentru prima dată de Gabriel Strobl în anul 1893.
Este endemică în Austria. Conform Catalogue of Life specia Ophiomyia aeneonitens nu are subspecii cunoscute.